# Gare des Arcs - Draguignan
La gare des Arcs - Draguignan est une gare ferroviaire française de la ligne de Marseille-Saint-Charles à Vintimille (frontière) et de la ligne des Arcs à Draguignan, située sur le territoire de la commune des Arcs, à proximité de la ville de Draguignan, dans le département du Var, en région Provence-Alpes-Côte d'Azur.
C'est une gare de la Société nationale des chemins de fer français (SNCF), desservie par des TGV, un Intercités de nuit et des trains régionaux TER Provence-Alpes-Côte d'Azur.

## Situation ferroviaire

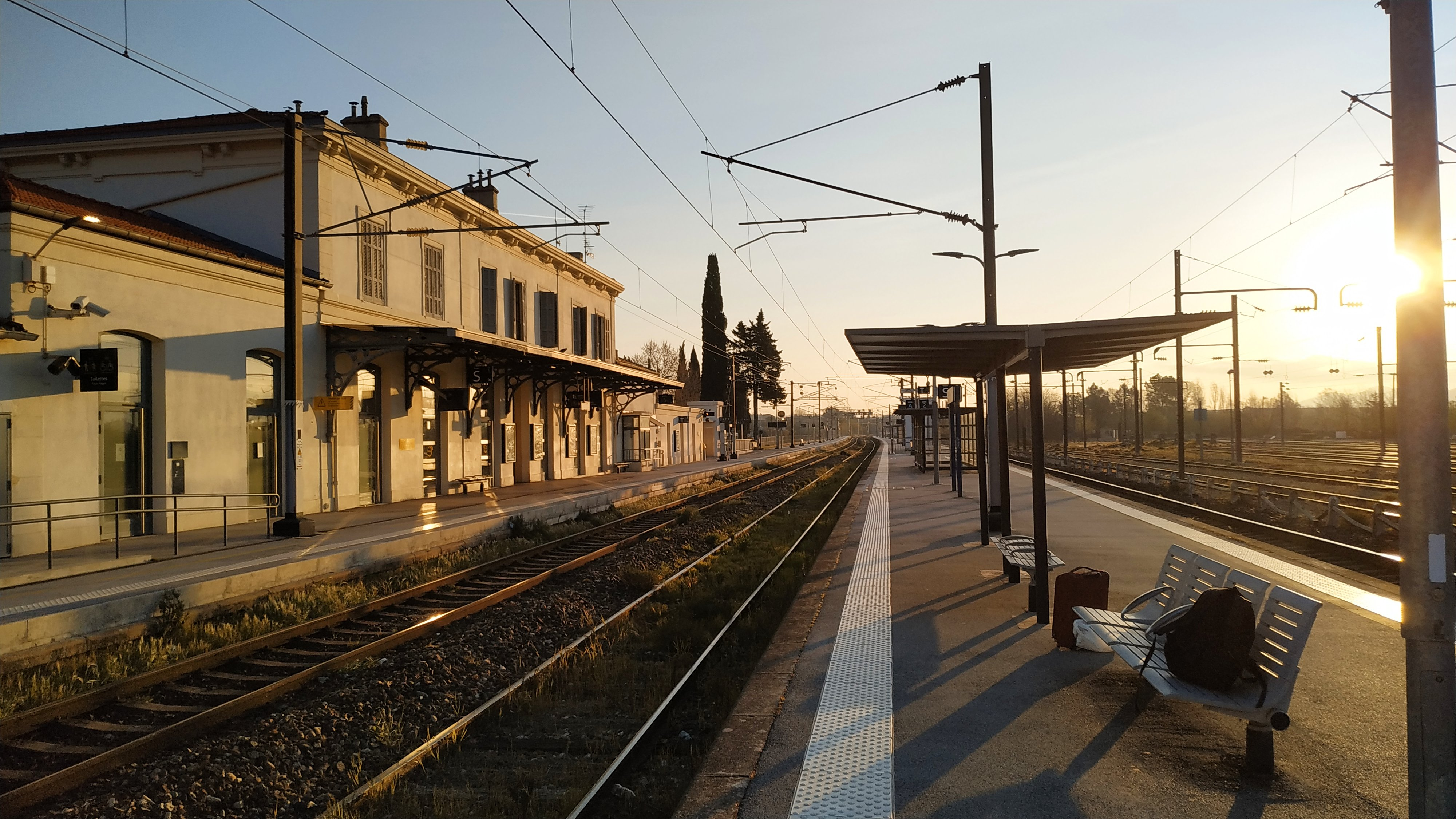
Vue matinale des quais de la gare.

Établie à 63 mètres d'altitude, la gare des Arcs - Draguignan est située au point kilométrique (PK) 135,538 de la ligne de Marseille-Saint-Charles à Vintimille (frontière), entre les gares en service de Vidauban et de Fréjus. En direction de cette dernière, s'intercalent les gares fermées du Muy, de Roquebrune-sur-Argens et de Puget-sur-Argens.
Gare de bifurcation, elle est également l'origine, au PK 0,000, de la ligne des Arcs à Draguignan.

## Histoire
La gare a été ouverte à l'exploitation le 1er mars 1862, lors de l'ouverture de la section de Toulon aux Arcs, prolongée vers Cagnes-sur-Mer le 10 avril 1863.
Le 18 avril 1864, la ville de Draguignan était reliée aux Arcs, grâce à une ligne créée vers la gare de Draguignan. Cette ligne, électrifiée (25 kV – 50 Hz) et à voie unique, existe toujours jusqu'à l'embranchement militaire de La Motte-Sainte-Roseline. De La Motte-Sainte-Roseline à Draguignan, elle a été fermée et déclassée. La gare des Arcs a alors pris le nom de gare des Arcs-Draguignan.
En 1921, la gare de Draguignan était ouverte de 5 h à 21 h, et occupait 21 agents. En 1939, 21 000 voyageurs l'utilisaient chaque année.

## Service des voyageurs

### Accueil
Gare SNCF, elle dispose d'un bâtiment voyageurs, avec guichets, ouvert tous les jours. Elle est équipée d'automates pour l'achat de titres de transport. Le bâtiment voyageurs a été entièrement rénové au cours de l'année 2013.

### Desserte
La gare est desservie par :

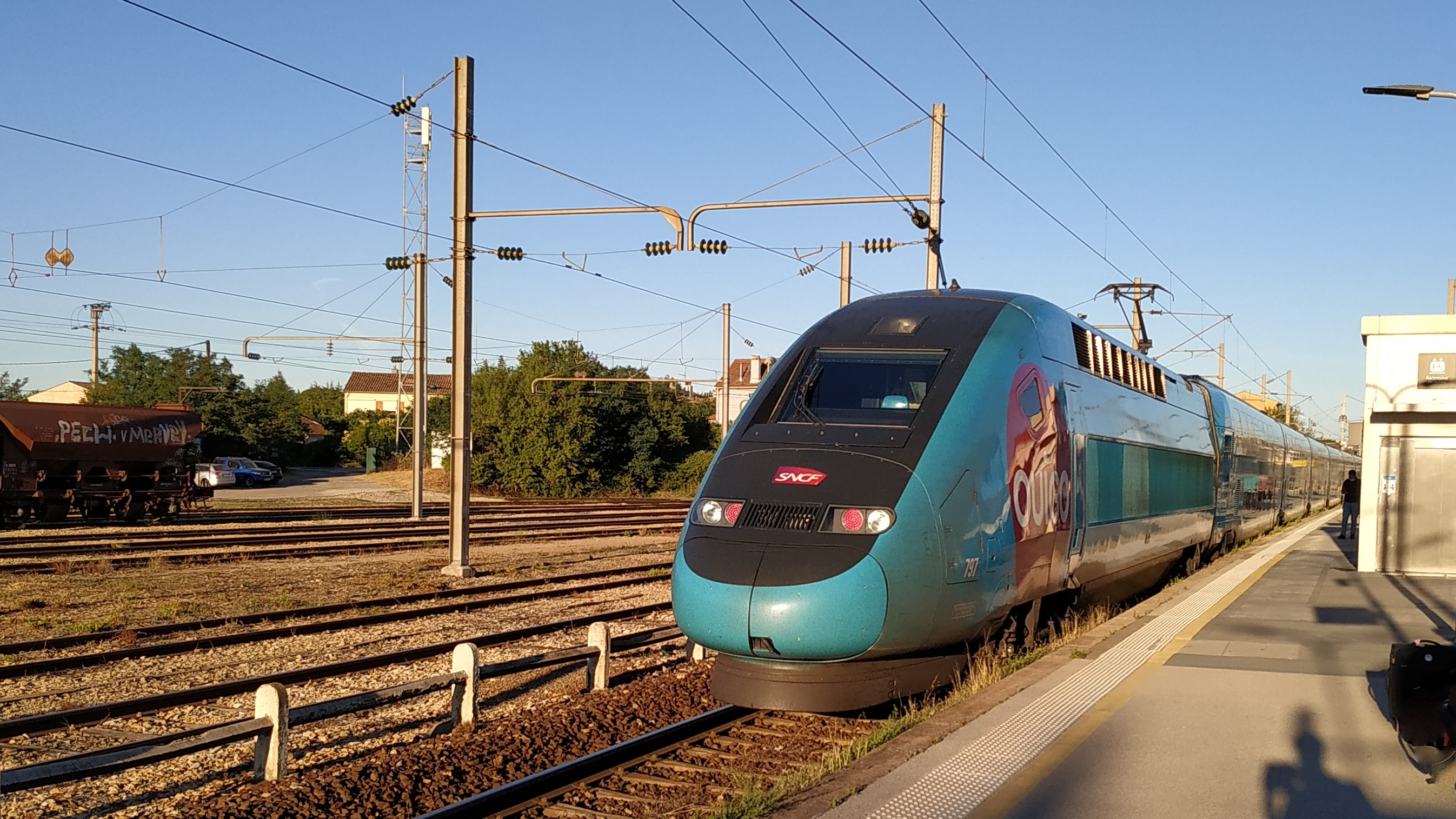
Un train Ouigo quittant la gare.

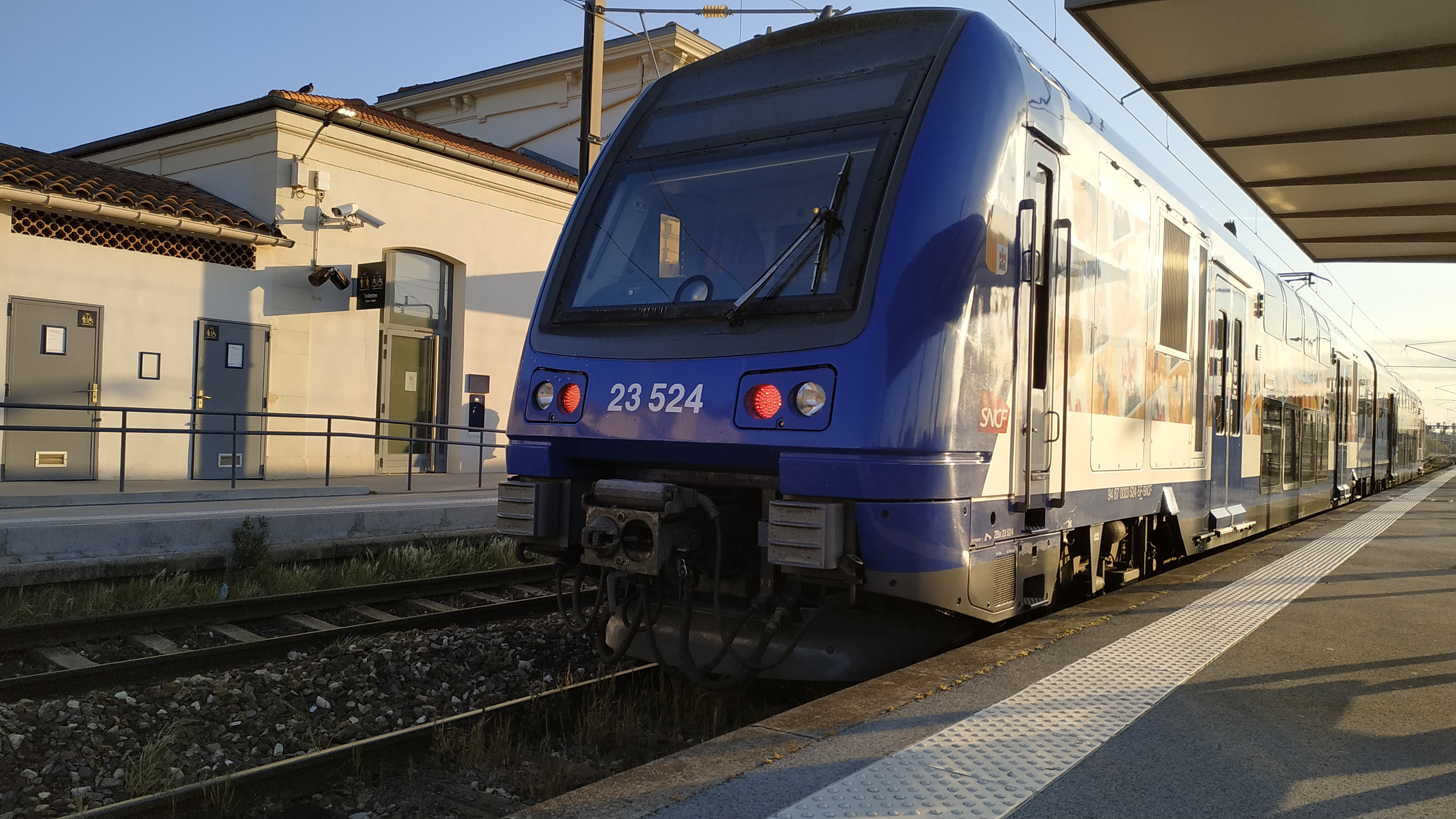
Un TER à quai.

- des TGV en provenance ou en direction de Paris (dont le service à bas coûts Ouigo), Nice, Lyon et Nancy ;
- les Intercités de nuit reliant Paris à Nice ;
- par des trains TER Provence-Alpes-Côte d'Azur (notamment des relations de Marseille à Nice via Toulon).

La gare dessert 52 communes varoises dont celles de la Dracénie Provence Verdon agglomération, comptant près de 100 000 habitants, et celles du golfe de Saint-Tropez.
Elle est classée d'intérêt national par la SNCF. Avec les gares de Toulon, Saint-Raphaël et Hyères, elle est l'une des quatre gares desservie par le TGV dans le Var.
Elle est à environ 1 h 20 de Marseille-Saint-Charles, 1 h 15 de Nice-Ville, 40 min de Toulon. En TGV, elle est à 4 h 30 de Paris-Gare-de-Lyon.
L'axe Toulon – Les Arcs comporte 67 km de voies électrifiées, sept gares et cinq haltes. Cet axe est fréquenté par 5 000 voyageurs (ainsi que 2 200 abonnés travail) par jour et est desservi par 33 TER.

### Intermodalité
La gare est le terminus des bus (la gare routière est située à droite de la gare).
La gare est devenue, en 2008, après douze mois de travaux financés par la communauté d'agglomération dracénoise, le Conseil Régional PACA et le Conseil Général du Var, un véritable pôle d'échanges, puisqu'il favorise les modes de transports alternatifs à l'utilisation de la voiture particulière.

## Service des marchandises
Cette gare est ouverte au service du fret (train massif et wagons isolés pour l'armée).

## Baptême d'une rame TGV
La rame TGV PSE 94 a été baptisée du nom de la ville des « Arcs-en-Provence », le 11 juin 1988.